# Artigo 99 da Carta da ONU
O Capítulo XV da Carta das Nações Unidas, comumente conhecido como Artigo 99 da Carta da ONU, trata do Secretariado da ONU. Designa o secretário-geral da ONU como chefe administrativo da organização, que inclui o pessoal do ECOSOC, do Conselho de Tutela e de outros órgãos. O Capítulo XV é análogo ao Artigo 6 do Pacto da Liga das Nações.

## Artigo 98.º
O Artigo 98 da Carta das Nações Unidas exige que o secretário-geral “faça um relatório anual à Assembleia Geral sobre o trabalho da Organização”.

## Artigo 99.º
O Artigo 99 confere ao secretário-geral o poder de “levar à atenção do Conselho de Segurança qualquer assunto que, na sua opinião, possa ameaçar a manutenção da paz e da segurança internacionais”. Raramente é invocado. Algumas das vezes em que foi invocado incluem:
- 1960: Invocado por Dag Hammarskjöld em relação à crise do Congo, levando ao envio de 20.000 soldados da paz da ONU para lá.[1]

- 1971: Invocado por U Thant expressando a sua convicção de que a situação no Paquistão Oriental, hoje Bangladesh, e no subcontinente indiano ameaçava a paz e a segurança internacionais.[4]

- 1989: Invocado por Javier Pérez de Cuéllar em relação à Guerra de Libertação (1989–1990) no Líbano, resultando numa missão de averiguação da ONU.[5]

- 2023: Invocado por António Guterres durante a guerra Israel-Hamas, alertando para uma "catástrofe humanitária"[6] em Gaza e apelando a um cessar-fogo.[7]

## Artigo 100.º
O artigo 100.º estipula a independência e imparcialidade do secretário-geral e dos demais funcionários, afirmando que “não solicitarão nem receberão instruções de qualquer governo ou de qualquer outra autoridade [externa]”. Da mesma forma, exige que os Estados membros “respeitem o carácter exclusivamente internacional das responsabilidades [do pessoal]” e se abstenham de tentar influenciá-los.

## Artigo 101.º
O Artigo 101 especifica os critérios para emprego na ONU, afirmando: "A consideração primordial na contratação do pessoal e na determinação das condições de serviço será a necessidade de garantir os mais altos padrões de eficiência, competência e integridade. Devida consideração será dada atenção à importância de recrutar o pessoal numa base geográfica tão ampla quanto possível."